# 2-イソブチルチアゾール
2-イソブチルチアゾール（英: 2-Isobutylthiazole）は、チアゾールの誘導体の一種である。黄色の液体で、土の匂いとも、傷んだワインのような匂いとも表現される。天然にはトマトに微量に含まれ、香気成分として重要な役割を持つ。消防法による第4類危険物 第2石油類に該当する。

## 用途
トマトの風味を特徴づけるフレーバーとして使用される。

## 製法
2,5-ジヒドロキシ-1,4-ジチアンにアンモニアとイソブチルアルデヒドを加えイソブチルチアゾリンを得たのち、これをキノンにより酸化すると2-イソブチルチアゾールが得られる。